# Hyposmocoma adelphella
Hyposmocoma adelphella (лат.) — вид моли из эндемичного гавайского рода Hyposmocoma подрода Euperissus.

## Описание
Бабочки размахом крыльев около 14 мм с коричневыми усиками и щупиками. Голова беловато-охристая, сверху с коричневым оттенком. Лапки задних ног со слабыми светлыми пятнами. Передние крылья коричнево-коричневые, с обычными двумя темными дискальными пятнами, первое пятно немного вытянуто за пределы такого же складчатого пятна под ним. Задние крылья светло-коричневато-серые. Брюшко и ноги буровато-серые.

## Распространение
Обитает в районе Кона, юго-западном районе берегу острова Гавайи на высоте до 1200 м над уровнем моря.